# Mummucina colinalis
Mummucina colinalis är en spindeldjursart som beskrevs av Kraus 1966. Mummucina colinalis ingår i släktet Mummucina och familjen Mummuciidae. Inga underarter finns listade i Catalogue of Life.